# Turismo en Iquitos

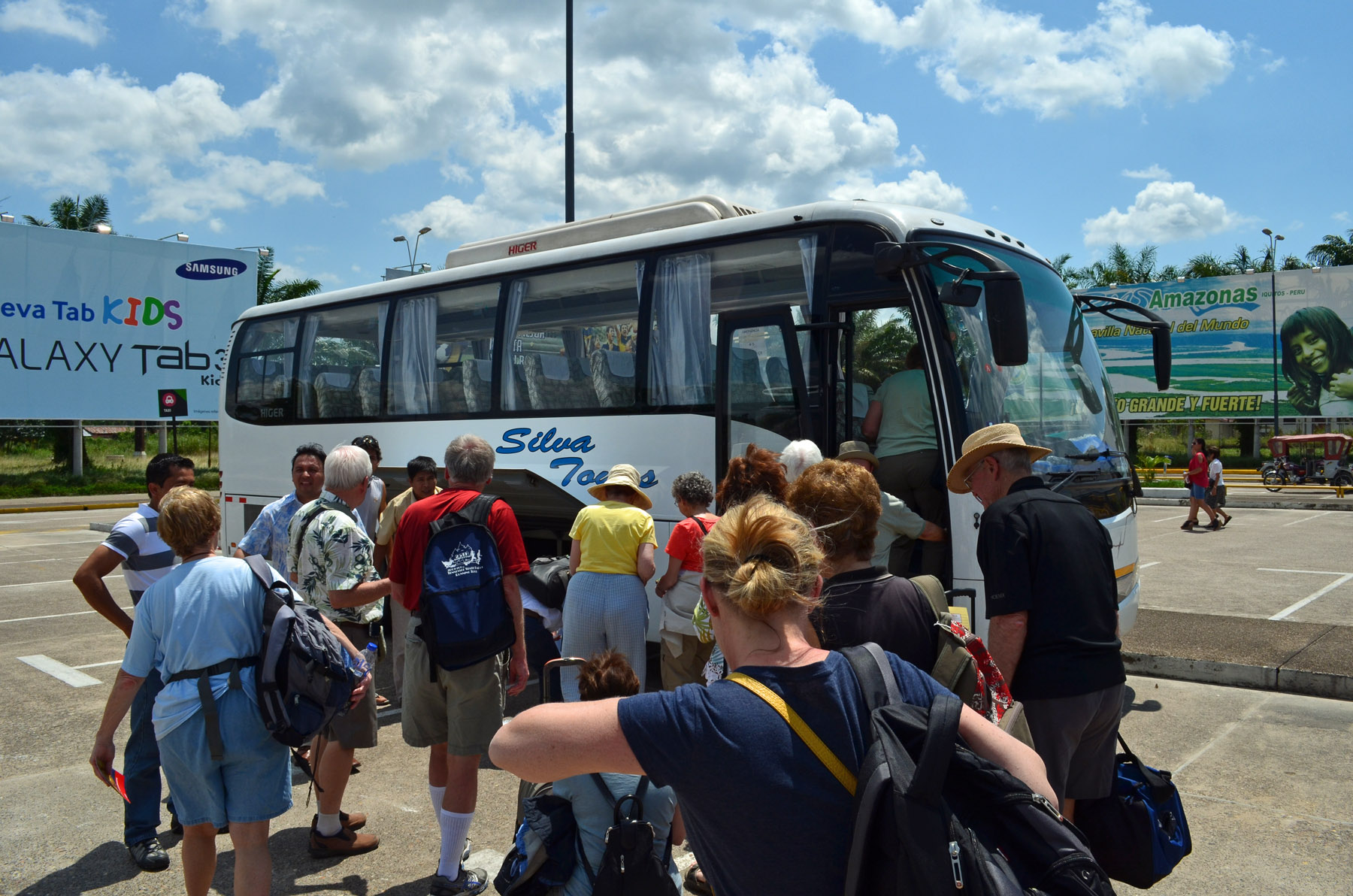
Turistas en el Aeropuerto Internacional Coronel FAP Francisco Secada Vignetta partiendo rumbo a Iquitos.

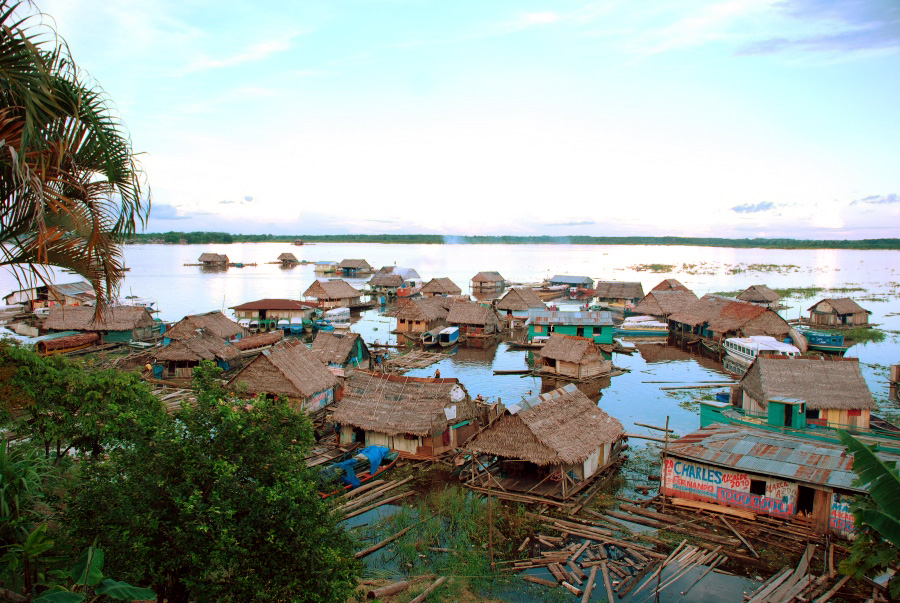
Las casas flotantes en el río Amazonas son un atractivo turístico para los extranjeros.

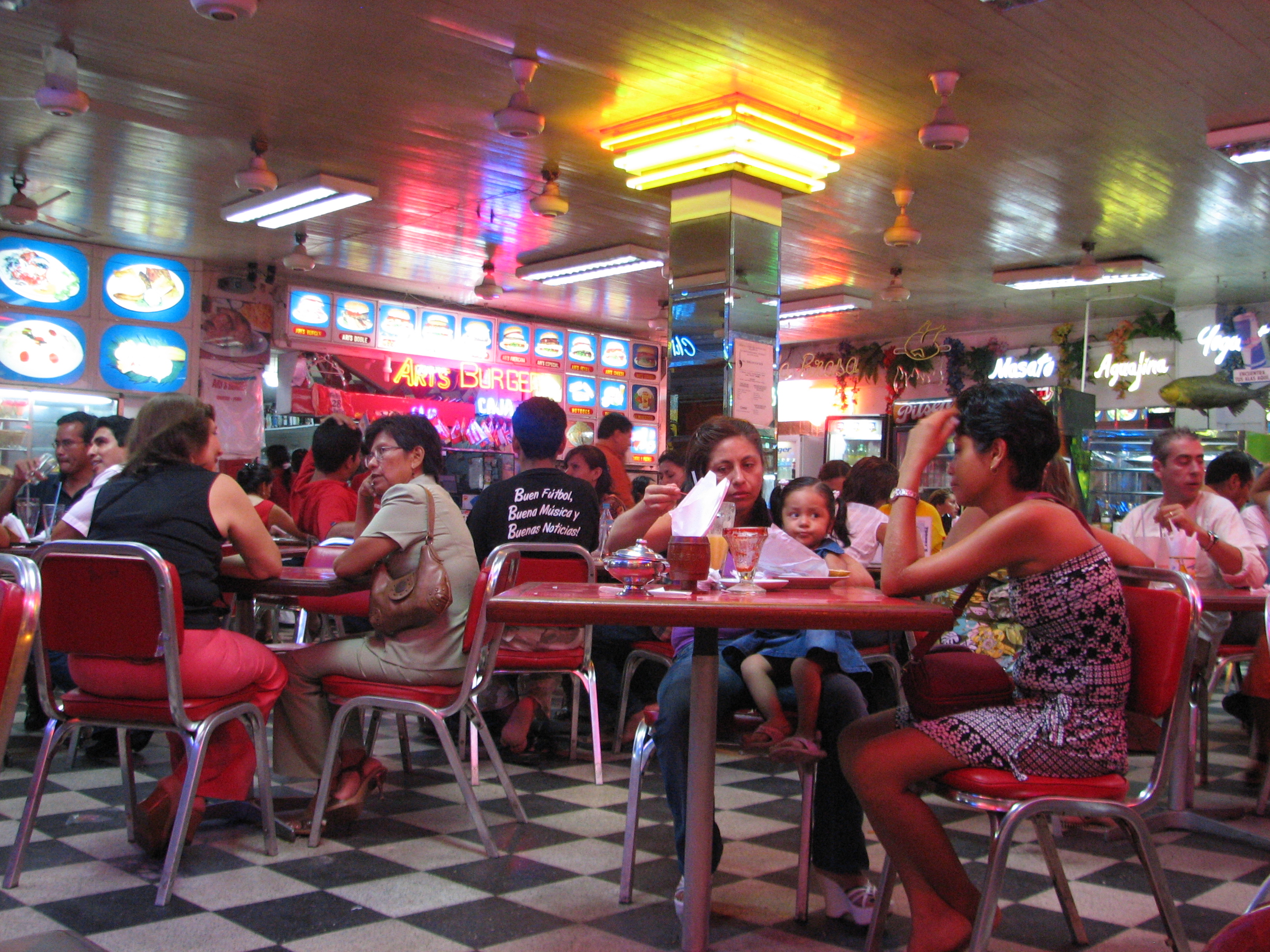
Ari's Burger es un populoso restaurante llamado «Gringolandia» por los locales por su menú estadounidense.

El turismo en Iquitos incluye un promedio entre más de 100 mil a 40 mil turistas anualmente, y el cual espera ascender rápidamente en los próximos años con los vuelos internacionales, y ser la sede oficial y conmemorativa de la cuenca amazónica. Nombrada como la Capital Ecológica del Mundo, los lugares turísticos importantes incluyen Barrio de Belén y su principal mercado; Plaza de Armas; Casa de Fierro; Ex Hotel Palace; Iglesia Matriz de Iquitos; Reserva Nacional Allpahuayo Mishana; Embarcadero Bellavista-Nanay; las comunidades étnicas ubicadas alrededor de la ciudad; el complejo turístico y zoológico de Quistococha; Mercado Artesanal de San Juan (véase Lugares e institutos culturales en Iquitos).
La ciudad también es la sede de empresas turísticas únicas como Otorongo Expeditions, Amazon Golf Course,, Project Amazonas (dedicada a la investigación y conservación) y Emperador Terraza. Experiencias especiales fuera de las zonas turísticas principales de la ciudad incluyen la Isla de los Monos, el mariposario Pilpintuwasi, el Fundo Pedrito (una granja de caimanes, paiches y pirañas), el circuito Iquitos-Zungarococha-Corrientillos-King Kong-Nina Rumi, y los distritos adyacentes Mazán, Indiana y Bellavista.
El misticismo, incluyendo el chamanismo, es otro de las atracciones dentro de su industria turística, el cual incluye de forma importante a la ayahuasca. La bebida es objeto de estudio e investigación por varios turistas occidentales.

## Industria
Según TripAdvisor, Iquitos ganó el premio Travellers' Choice 2012 en el puesto 22 de «Los 25 mejores destinos en América del Sur». En la base de datos de la página, tiene registrado 106 establecimientos turísticos: 30 hoteles, 25 hostales, 21 atracciones y 30 restaurantes.
iperú es el principal servicio de guía turística que es ofrecida a los turistas en el aeropuerto y el centro de la ciudad de la ciudad. La industria de turismo de Iquitos está conformada por viajes en cruceros fluviales (denominados localmente "lanchas"), paseos en buses, excursiones, y también vuelos sobre la ciudad. Además, muchas empresas de turismo en Perú y el extranjero ofrecen un servicio de turismo particular a la ciudad. La ciudad también tiene asesores extranjeros oficiales de Alemania, Brasil, España, Italia y Colombia. El intercambio monetario es intenso,por dj jean  principalmente en los casinos como Montercarlo, Royal Inn, El Dorado, Carrusel, etc.
La industria hotelera en Iquitos es «relativamente cara». La mayoría de los hoteles de 5 estrellas aceptan en dólares, debido a su uso más internacional y comercial. La industria gastronómica es otro punto turístico importante, y se debe gracias a la variopinta comida de la ciudad influenciada por la gastronomía amazónica, y también por chefs que experimenta mezcla de comida regional e internacional.

## Mercadotecnia urbana
La Dirección Regional de Loreto se proyecta para una mercadotecnia urbana para reforzar el turismo en Iquitos, luego que la ciudad se convirtiera en la sede oficial del premio a la Amazonia como una de las siete maravillas naturales del mundo. A pesar de que la crisis española ha disminuido la afluencia de turistas a 40—50%, las proyecciones indican que el premio de New7Wonders aumentaría la llegada de turistas en 20% en 6 a 8 meses.